# Spaanse legislatuur V
De Spaanse legislatuur V is in de Spaanse politiek de periode die begint op 29 juni 1993, als na de parlementsverkiezingen van 1993 de nieuwe samenstelling van de Cortes Generales geïnstalleerd wordt. De legislatuur eindigt op 26 maart 1996, de dag voordat de volgende Cortes geïnstalleerd worden na de verkiezingen van 1996 en de VIe legislatuur begint. Felipe González is tijdens deze periode voor de vierde keer premier van Spanje.